# Кременецький культурний контекст

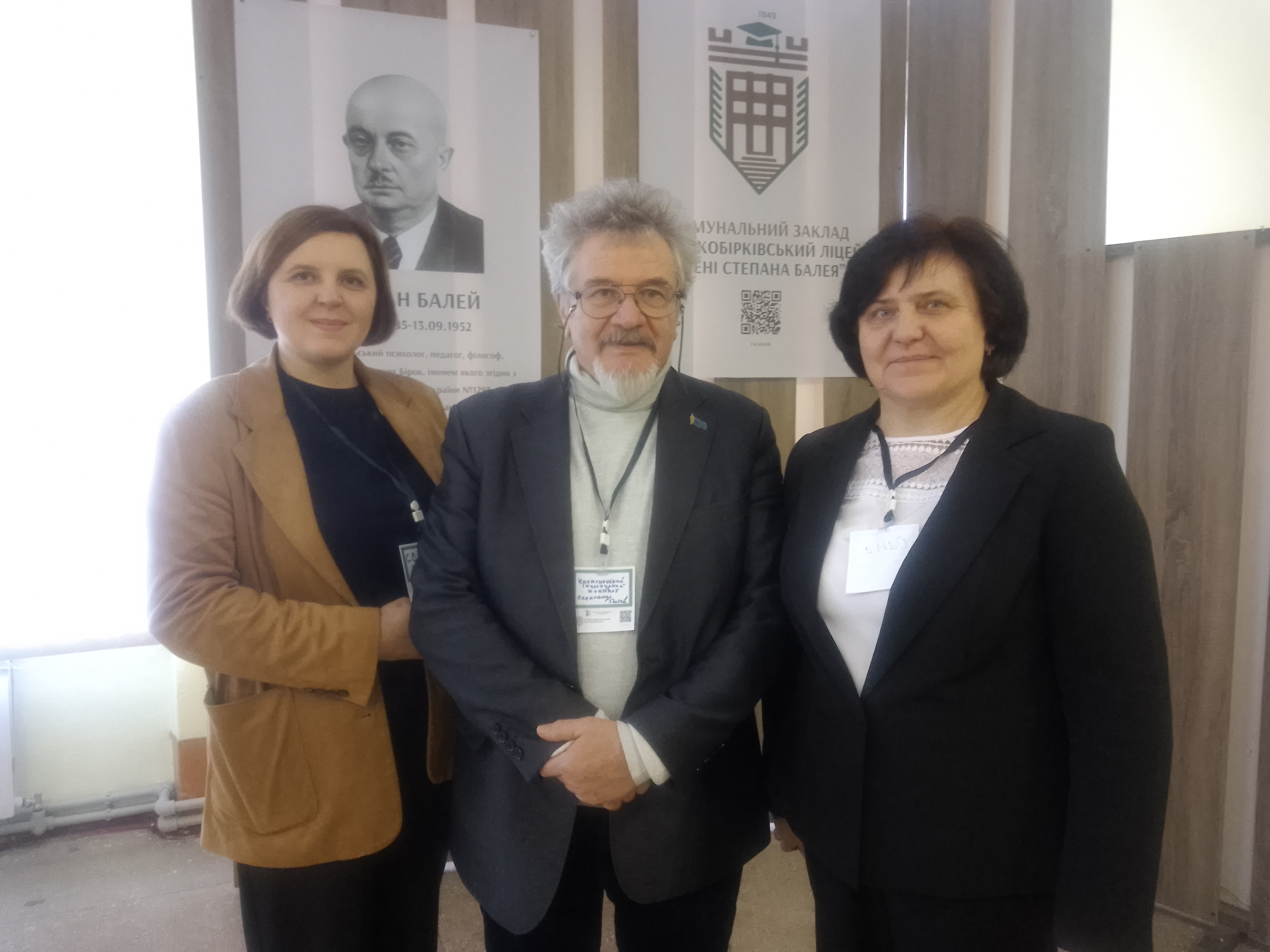
Заст.редактора О.Глотов з організаторами заходу з відзначення 140-річниці від дня народження Стефана Балея у Великобірківському ліцеї

Кременецький культурний контекст (пол. Kontekst kulturowy Krzemieńca) — українсько-польський електронний часопис, який видається українською та польською мовами. Видання зареєстроване Національною Радою України з питань телебачення і радіомовлення рішенням № 1341 від 25.04.2024 року.
Засновниками художньо-аналітичного альманаху є Кременецька обласна гуманітарно-педагогічна академія ім. Т. Шевченка, Державна академія прикладних наук у Холмі (Польща), видавництво «Крок», Товариство відродження польської культури ім. Ю. Словацького, Кременецький літературно-меморіальний музей Юліуша Словацького.
На своєму вебсайті редакція зазначила, що альманах є колективною монографією «Українська школа» у польській та австрійській літературі. Життя і творчість Томаша Падури: факти і проблеми», куди ввійшли матеріали Міжнародної наукової конференції, що відбулась у 2022 році в Кременецькій обласній гуманітарно-педагогічній академії ім. Т. Шевченка. 
У часописі є постійні рубрики, такі, як «Кременецькі студії», де публікуються матеріали, пов’язані з життям і творчістю митців, які народилися, жили, вчилися і працювали у Кременці: Юліуш Словацький, Томаш Падура, Борис Харчук, Улас Самчук, Галина Гордасевич; «Дзеркало життя», де містяться зразки сучасної української та польської прози; «Vox populi» («Голос народу»), де передбачено публікацію аналітичних та публіцистичних текстів; «Vox dei» («Глас божий») – майданчик для сучасної української та польської поезії; «Перевіз» – де ведеться мова про культуру та переклади; а також рубрики «Форум» і «Блоги».
Шеф-редактори альманаху — Юрій Завадський та Богдан Новосядлий. Очолюють редакційну колегію Володимир Звиняцковський (головний редактор), Олександр Глотов (заступник) та Мирослава Кавецька (заступниця – Польща).
До складу редакційної ради альманаху входять письменник та історик літератури Василь Махно, прозаїк та філософ Петро Кралюк, музикант та перекладач Віктор Морозов, письменниця та блогерка Дзвінка Торохтушко, академіки НАНУ  Ростислав Радишевський та Євген Нахлік, польський письменник Міхал Заблоцький і ще низка українських та польських митців та науковців.
У пам'ять про поета та науковця, капітана Олександра Подвишенного в альманасі вийшла публікація «Двадцять заповідей любови»  з віршами Героя та його дружини.
Електронний часопис, на відміну від паперового, має додаткові можливості, тож, читаючи статтю «Україна у піснях», можна усі ті пісні послухати і побачити. Редакція започаткувала цикл матеріалів «Пісня про моє місто», у якому вже прозвучали пісні про Тернопіль, Львів, Бердянськ, Жешув, Холм.